# Eleições legislativas em El Salvador em 2009
As eleições legislativas salvadorenhas de 2009 foram realizadas em 18 de janeiro. Ao todo, 4.226.479 salvadorenhos eram esperados nas urnas para eleger os 84 deputados do Congresso e 20 do Parlamento Centro-Americano, além de 262 prefeitos e vereadores.

## Resultados
Pela primeira vez desde que foi oficializada como partido político, a Frente Farabundo Martí pela Libertação Nacional (FMLN) ganhou o maior número de deputados na Assembleia Legislativa, mas a maioria das cadeiras do Congresso continua nas mãos da direita. A FMLN se torna a maior legenda do país, com 35 dos 84 deputados da Assembleia Legislativa, além de 95 prefeitos. Já a governista Aliança Republicana Nacionalista (Arena) obteve 32 assentos na Assembleia Legislativa e 120 governos municipais, incluindo o de San Salvador, a capital do país.
| Frente Farabundo Martí pela Libertação Nacional Frente Farabundo Martí para la Liberación Nacional | 943.936 | 42,6 % | 35 | + 3 |
| Aliança Republicana Nacionalista Alianza Republicana Nacionalista                                  | 854,166 | 38,5 % | 32 | - 2 |
| Partido de Conciliação Nacional Partido de Conciliación Nacional                                   | 194.751 | 8,8 %  | 11 | + 1 |
| Partido Democrata-Cristão Partido Demócrata Cristiano                                              | 146.904 | 6,6 %  | 5  | - 1 |
| Partido da Mudança Democrática Cambio Democrático                                                  | 46.971  | 2,1 %  | 1  | - 1 |
| Frente Democrática Revolucionária Frente Democrático Revolucionario                                | 21.154  | 0,9 %  | 0  | –   |
| PDC–FDR                                                                                            | 7.707   | 0,3 %  | 0  | –   |
| Fonte: Tribunal Supremo Electoral,                                                                 |         |        |    |     |